# ソコロ

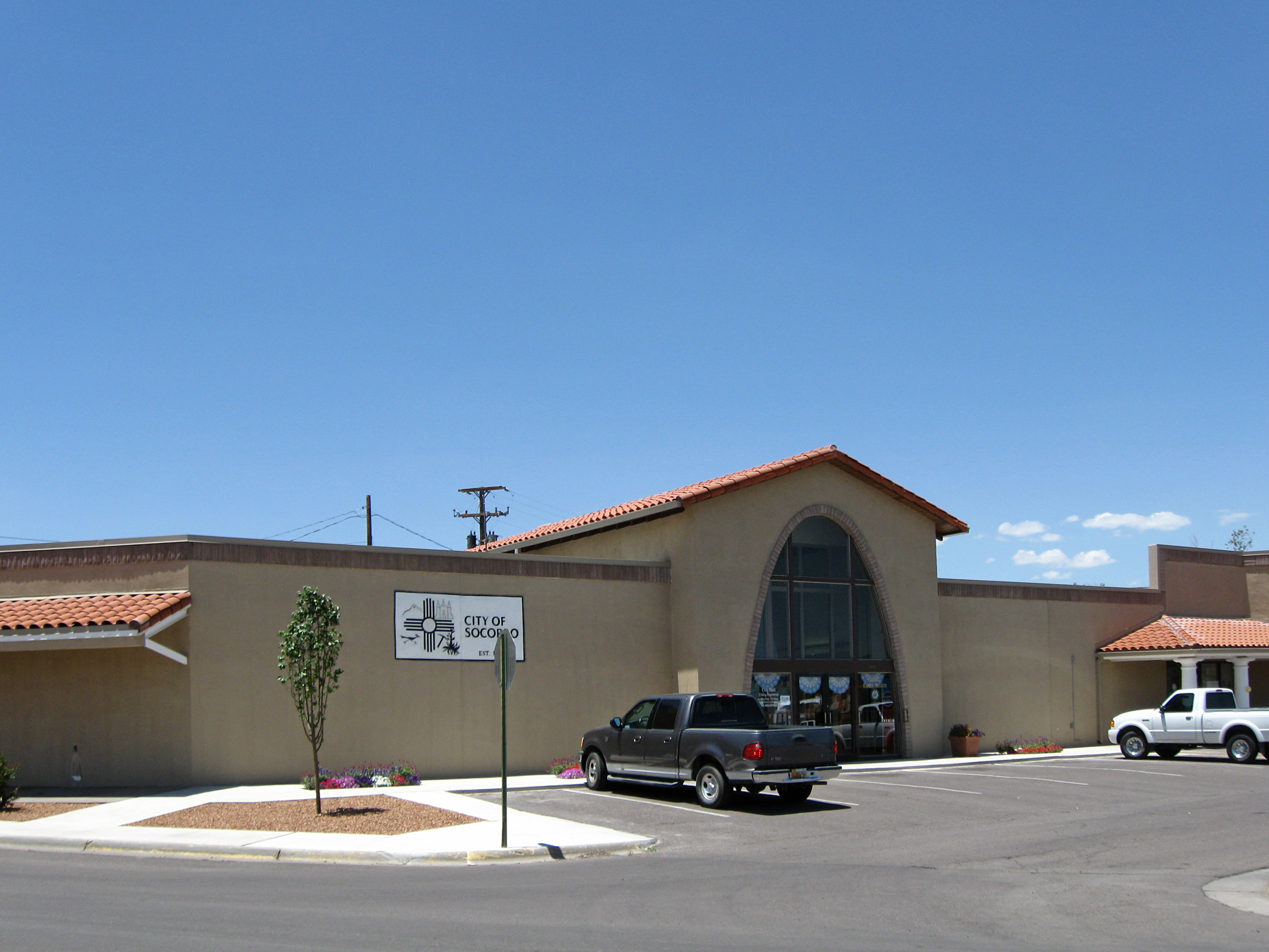
市役所

ソコロ（Socorro）は、アメリカ合衆国ニューメキシコ州の都市。ソコロ郡の郡庁所在地である。人口は8,879人（2000年）。リオグランデ川流域の標高1396メートルに位置している。

## 歴史

### ソコロの由来
1598年6月、フアン・デ・オニャーテは、現在のソコロの町のちょうど南で終わる砂漠の荒れ果てた一区画のホルナダ・デル・ムエルトを通ってスペイン人入植者の集団を率いてきた。
スペイン人が砂漠から現れると、テイパナのピロ・プエブロインディアンはスペイン人に食べ物と水を与えた。そのため、スペイン人はこのプエブロをスペイン語で「救済」を意味する「Soccoro」（ソコロ）と名付けた。後にソコロという名は、近隣のピラボーのピロ・プエブロにも適用された。
このエリアの最初のカトリック伝道所のヌエストラ・セニョーラ・デ・ソコロは、恐らく1626年頃に創設された。アウグスティン・デ・ベンタンクルト修道士は後に、この時代にはおよそ600人がこの地域に住んでいたと書いた。
1680年のプエブロの反乱の間、スペインの避難民たちはソコロのプエブロに立ち寄った。多くのピロ・プエブロたちは、スペイン人が安全のために南へ立ち去るのに同伴した。スペイン軍部隊の保護はなく、ソコロは破壊されて残ったピロ・プエブロたちはアパッチと他の部族に殺された。
スペイン人がニューメキシコを再び征服した時、彼らは当初ソコロに再定住しなかった。19世紀まで、エルパソを除いて、ソコロのおよそ30マイル北のサビナル（w:Sabinal, Texas）の南にはスペイン人入植地はひとつもなかった。1800年、フェルナンド・チャコン総督は、地域にソコロと他の村へ定住する命令を出した。しかしソコロには1815年まで誰も定住しなかった。
1817年、70名のベリン（w:Belen, New Mexico）の居住者が、ソコロの土地を王室に請願した。1833年、ソコロの人口調査は400人以上を記録し、村の付近には合計して1,774人が住んでいた。サン・ミゲル・デ・ソコロ伝道所（w:San Miguel de Socorro）はソコロが再び定住されたすぐ後に創設された。教会は古いヌエストラ・セニョーラ・デ・ソコロの跡地に建設された。

### 19世紀
1870年代後半から1881年まで、有名な執行官でガンマンのダラス・ストウデンマイアは、ソコロの町の執行官として務めた。

## 地理

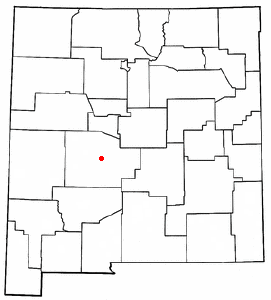
ニューメキシコ州内の位置

ソコロは北緯34度3分42秒 西経106度53分58秒 / 北緯34.06167度 西経106.89944度 (34.061759、-106.899424)の位置で4,605フィートの平均高度にある。町はリオグランデ地溝と多数の死火山が優位を占める地勢のリオグランデ川に近接している。周辺地域はリオグランデ川とマグダレナ山脈の間のおよそ6000フィートの垂直な起伏を取り囲む。主な近接した場所には、シボラ国有林、土地管理局のクエブラダス
・シーニックバイウェイ（Scenic Backcountry Byway）、ボスケ・デル・アパッチとセビリェタ国定鳥獣保護区がある。アメリカ合衆国国勢調査局によると、都市の総面積は37.4 km² (14.4 mi²)で、そのうち37.3 km² (14.4 mi²)が陸地面積で、全体の0.21%の0.1 km² (0.04 mi²)が水面積である。

## 人口動勢
以下は2000年国勢調査における人口統計データである。
基礎データ
- 人口: 8,877人
- 世帯数: 3,415世帯
- 家族数: 2,151家族
- 人口密度: 237.9/km² (615.8/mi²)
- 住居数: 3,940軒
- 住居密度: 105.6/km² (273.3/mi²）

人種別人口構成
- 白人: 66.16%
- アフリカン・アメリカン: 0.74%
- ネイティブ・アメリカン: 2.77%
- アジア人: 2.24%
- 太平洋諸島系: 0.06%
- その他の人種: 23.24%
- 混血: 4.79%
- ヒスパニック・ラテン系: 54.50%

世帯と家族（対世帯数）
- 世帯数: 3,415世帯
- 18歳未満の子供がいる: 31.2%
- 結婚・同居している夫婦: 43.5%
- 未婚・離婚・死別女性が世帯主: 14.4%
- 非家族世帯: 37.0%
- 単身世帯: 29.3%
- 65歳以上の老人1人暮らし: 8.3%
- 平均構成人数
  - 世帯: 2.44人
  - 家族: 3.02人

年齢別人口構成
- 18歳未満: 25.4%
- 18-24歳: 16.9%
- 25-44歳: 25.7%
- 45-64歳: 20.4%
- 65歳以上: 11.6%
- 年齢の中央値: 31歳
- 性比（女性100人あたりの男性の人口）
  - 18歳以上: 106.6人

収入と家計
- 収入の中央値
  - 世帯: 22,530米ドル
  - 家族: 33,013米ドル
  - 性別
    - 男性: 31,517米ドル
    - 女性: 23,071米ドル
- 人口1人あたり収入: 13,250米ドル
- 貧困線以下
  - 対家族数: 24.1%
  - 対人口: 32.3%
  - 18歳未満: 44.4%
  - 65歳以上: 23.6%

## ニューメキシコ工科大学
ソコロは、州の科学と工学専門とした学部と大学院（博士号付与）のあるニューメキシコ採鉱技術学会（ニューメキシコ工科大学）の本拠地である。ニューメキシコ工科大学は、エネルギー物質研究試験センターほか、数々の大きな研究センターを主催している。キャンパスにはまた、超大型干渉電波望遠鏡群の本部が設置されている。超大型干渉電波望遠鏡群自体はソコロの西、マグダレナとデイティルの間に位置している。エルパソのテキサス大学のフットボールチームは、ここ5年間はここでキャンプをしている。

## ザモラUFO事件
ソコロは、過去に報道されたUFO事件の場所として有名である。

## メディアへの露出
ソコロは1974年の映画「アリスの恋」（w:Alice Doesn't Live Here Anymore）で 、エレン・バースティンが演じるキャラクターが町を去ってツーソンに行くという設定で、いくらか軽蔑的な意味で言及された。映画の冒頭、バースティンのキャラクターの夫の不慮の事故の後のシーンは、ソコロであると含意されているが、実際にはツーソンで撮影された。
1971年のロジャー・コーマン監督の映画「w:Gas-s-s-s」は、ニューメキシコ工科大学のゴルフカートを用いたとてもおかしいシーンを含めて、ソコロとその周辺で撮影された。
女優のジョディ・フォスターは、映画「コンタクト」で、町の50マイル西にある超大型干渉電波望遠鏡群での撮影中、ソコロに滞在した。

## エルフェゴ・バカ・ゴルフシュート
エルフェゴ・バカ・ゴルフシュート（Elfego Baca Golf Shoot）は、現在のニューメキシコ州リザーヴ近くで起こった、合計36時間にわたる4,000発以上の弾丸を伴った銃撃戦を生き残った、元ソコロ市長のエルフェゴ・バカにちなんで名付けられた。M山としても知られる高さ7,243フィートのソコロ峰からティーアップして、ゴルファーはおよそ3マイル離れたところにある一つの穴へ向かって、垂直で2,550フィート下側へ進む。ガラガラ蛇、ブヨ、サボテン、不安定な地勢、そしてニューメキシコの太陽と熱をかいくぐり、ゴルファーはホールアウトを目指す。